# Instituto Penal Paulo Sarasate

Município de Aquiraz (em vermelho)

O Instituto Penal Paulo Sarasate (IPPS) é uma penitenciária de segurança máxima, localizada no município de Aquiraz, estado do Ceará, as margens da BR-116. O IPPS foi inaugurado em 18 de agosto de 1970 pelo Governador do Estado Plácido Aderaldo Castelo, desativando o antigo présdio no Centro de Fortaleza, Casa de Detenção de Fortaleza, que passou a ser usado como mercado de artesanato e museu.
O IPPS foi construído com capacidade para 400 presos. O seu primeiro preso foi Júlio Vicente de Oliveira, vulgarmente chamado de "Paraíba". Nas décadas seguintes teve sua capacidade triplicada.
Foi desativada em 2013 pelo Governador Cid Ferreira Gomes e na gestão da secretária da Justiça e Cidadania, Mariana Lobo.